# 정승원 (권투 선수)
정승원(1970년 8월 29일~)은 대한민국의 권투 선수로, 1992년 하계 올림픽에 참가했다.